# Болдырева, Мария Александровна
Мари́я Алекса́ндровна Бо́лдырева (род. 10 октября 1937, Ленинград) — российский востоковед-индонезист. Дочь выдающегося востоковеда-ираниста А. Н. Болдырева. Жена китаеведа В. С. Спирина.
В 1963 году окончила восточный факультет Ленинградского университета. В 1965 году поступила в аспирантуру ЛО ИВ АН СССР. В декабре 1968 года была принята в штат ЛО ИВ АН СССР в должности младшего научного сотрудника. В 1969 году в Москве в ИНА защитила кандидатскую диссертацию «Поэтическое творчество индонезийских поэтов XX века Амира Хамзаха и Хэйрила Анвара» (научный руководитель — докт. филол. наук Е. П. Челышев).
За время работы в Институте востоковедения занималась преимущественно современной индонезийской поэзией. Занималась также малайскими рукописями из Рукописного Фонда ЛО ИВ АН СССР. Неоднократно участвовала в международных конференциях (в Куала Лумпуре, Гамбурге, Лондоне, Париже, Москве).

## Основные работы
- Творчество индонезийских поэтов XX века Амира Хамзаха и Хэйрила Анвара. М., 1976.- 132 с.
- Рендра В. С.. Эстетика любви и мятежа. СПб., 1995. — 189 с.
- Верлибр в современной индонезийской поэзии // Теоретические проблемы литератур Дальнего Востока. М., 1972.
- Межлитературные связи Востока и Запада (Материалы международной научной конференции). СПбГУ. СПб., 1995. — С.10-16.
- Основные вехи развития индонезийской поэзии в XX веке // Материалы XI европейского коллоквиума по индонезийским и малайским языкам. М., 1999.
- Переводы стихотворений Ситора Ситуморанга и Рендры // Нусантара. Юго-Восточная Азия. СПб., 2000.
- Русская поэзия в индонезийских переводах и интерпретациях // Страны и народы Востока. Выпуск XXXI. М., 2002. — С.216-231.
- Traditional aspects and neotraditionalism in Rendra’s poetry // Tenggara, Избранные статьи участников международной конференции. EUROSEAS, September, 98. Kuala Lumpur, 2000. 181—186.